# انگل‌آغازیان
انگل‌آغازیان (انگلیسی: Mesomycetozoea) کلادی هستند که شامل انگل‌ها و آغازیان می‌شوند.